# Witold Reger (harcerz)
Witold Reger (ur. 11 lutego 1906 w Cieszynie, zm. 26 września 1938 pod Herczawą) – polski podharcmistrz.

## Życiorys
Był synem Michaliny z domu Olearczyk (wdowa po Witoldzie Regerze 1876–1904, działaczu socjalistycznym) i Tadeusza Regera (1872–1938, brat Witolda, także działacz socjalistyczny).
Został absolwentem Wyższej Szkoły Gospodarstwa Wiejskiego w rodzinnym Cieszynie. Po 1931 pracował w Ubezpieczalni Społecznej w Cieszynie oraz tymczasowo w Bielsku. Od 1920 był harcerzem I Drużyny Harcerskiej im. Kazimierza Pułaskiego. Do 1937 był instruktorem Komendy Głównej Harcerstwa Polskiego w Czechosłowacji. Po awansie na podharcmistrza i w obliczu zagrożenia aresztowaniem od 1937 został mianowany komendantem hufca męskiego Związku Harcerstwa Polskiego w Cieszynie. Podczas napięcia polsko-czechosłowackiego na Zaolziu brał udział w rozpoznaniu czechosłowackich umocnień i rozlokowania wojsk na granicy polsko-czechosłowackiej. 26 września 1938 pod Herczawą został zaskoczony przez czechosłowacki patrol i poległ wówczas od kuli. Zakopano go natychmiast w wykopanym dole i dopiero po czterech dniach, na skutek nacisków strony polskiej, wydano ciało. Była to jedyna ofiara śmiertelna wydarzeń z 1938 roku.
Jego żoną została Emilia Sikorzanka, z którą miał córkę Halinę.
2 października 1938 Wojsko Polskie wkroczyło na Zaolzie zajmując ten teren. Dzień później, 3 października 1938 Witold Reger został pochowany na starym cmentarzu ewangelickim w Cieszynie w kwaterze zasłużonych (obok grobu Jana Łyska). Został określony symbolem przelanej krwi za Olzą.
Pośmiertnie został mianowany do stopnia harcmistrza.
15 października 1938 zmarł jego ojciec, załamany śmiercią syna.
W 1955 prochy Witolda Regera zostały przeniesione na cmentarz przy ulicy Bielskiej.

## Odznaczenia
- Krzyż Niepodległości z Mieczami – pośmiertnie[9]
- Złoty Krzyż Zasługi – pośmiertnie, za zasługi na polu rozwoju harcerstwa polskiego (3 października 1938)[10]
- Złoty Wawrzyn Akademicki – pośmiertnie (1938)[11][12]